# Coulson Aviation
Coulson Aviation es una empresa de aviación canadiense con sede en Port Alberni, Columbia Británica, Canadá. La flota de la empresa está especializada en aviones cisterna utilizados para la extinción aérea de incendios.Actualmente opera en Canadá, Estados Unidos, Australia y Chile.
La empresa opera tanto con aeronaves de ala fija como de ala giratoria. Las operaciones de la empresa incluían tala con helicóptero, extinción de incendios forestales, construcción de líneas eléctricas, transporte de pasajeros en aviones comerciales y otras operaciones industriales de elevación pesada. Coulson Aviation (USA) Inc. es una subsidiaria de Coulson Aircrane Ltd. Coulson Aviation contrata aviones de ala fija y rotatoria a Australia y los Estados Unidos desde Canadá.

## Subsidiarias

### Coulson Aviation USA
Es una filial de Coulson Aviation fundada en 1990 que maneja las operaciones dentro de los Estados Unidos en contrato con el Servicio Forestal de los Estados Unidos y otras agencias. Sus bases de operaciones se encuentran en California, Oregón, y Colorado.

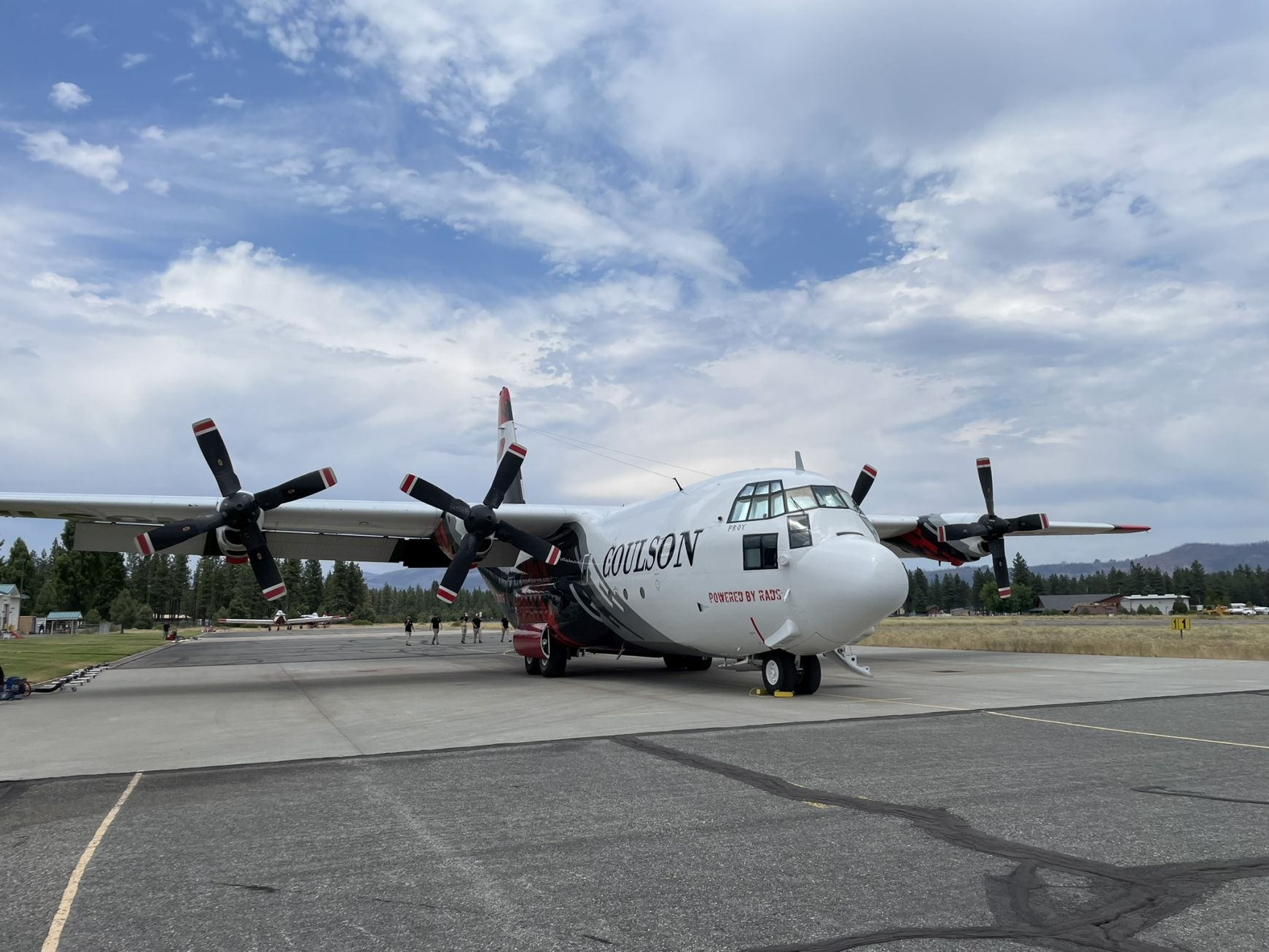
Lockheed C-130 Hercules (N133GC) bombardero de Coulson Aviation operando para el Servicio Forestal de los Estados Unidos en California.

### Coulson Aviation Australia
Es una filial de Coulson Aviation que fue lanzada en 1999 para brindar apoyo a la lucha contra los incendios forestales de Australia, trabajando con el Servicio Rural de Bomberos de Nueva Gales del Sur (NSW RFS). Tiene sus bases de operaciones en el Aeropuerto de Bankstown, Sídney, y bases en Richmond, Sídney, Nueva Gales del Sur.

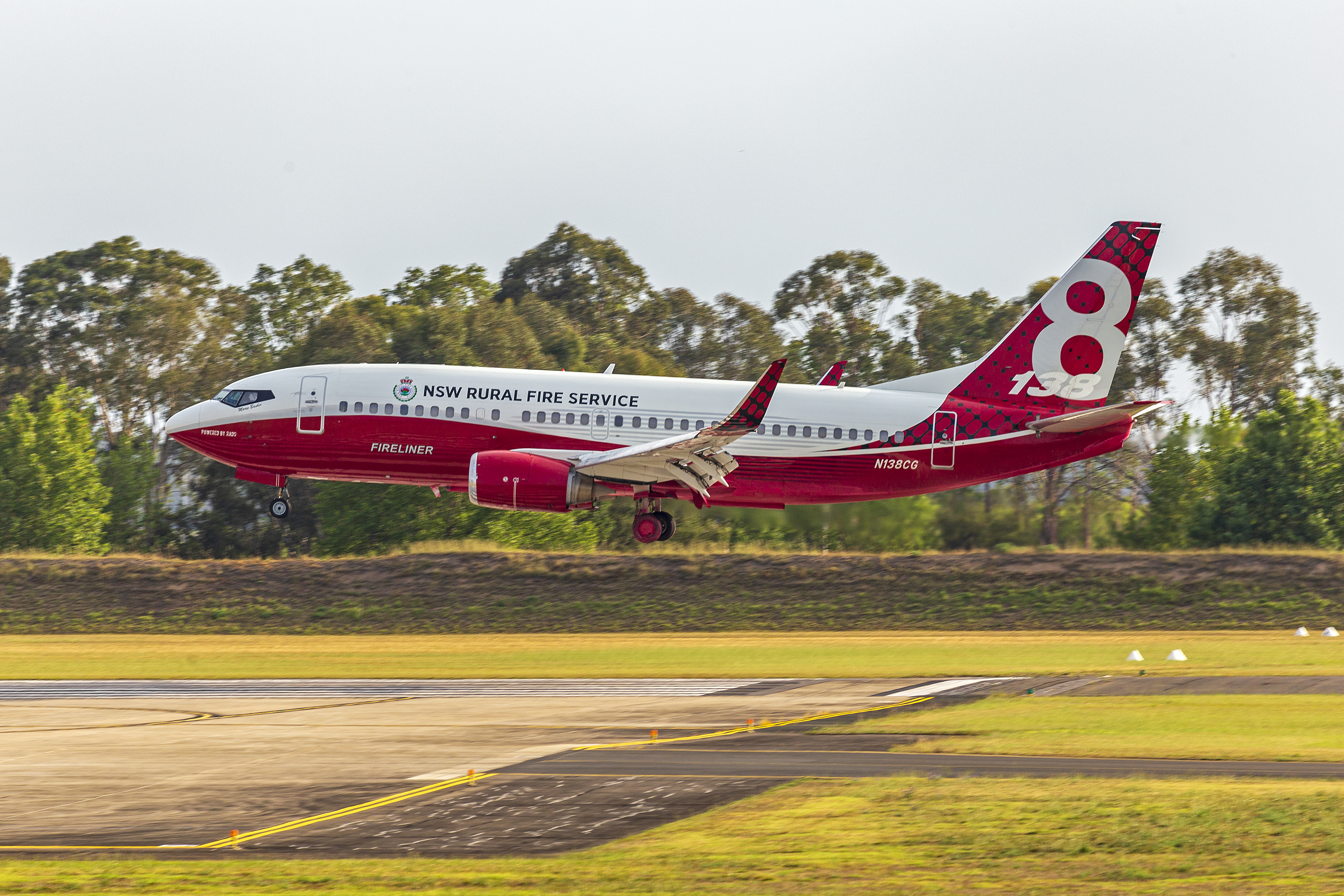
Boeing 737-300 (N138GC) bombardero de Coulson Aviation trabajando para el Servicio Rural de Bomberos de Nueva Gales del Sur.

### Coulson Aviation Chile
Es una filial de Coulson Aviation establecida en noviembre de 2023, que cuenta con un Boeing 737-300 Fireliner y un Cessna 550 Citation II, ambos convertidos en aviones bombarderos para la lucha aérea contra incendios.

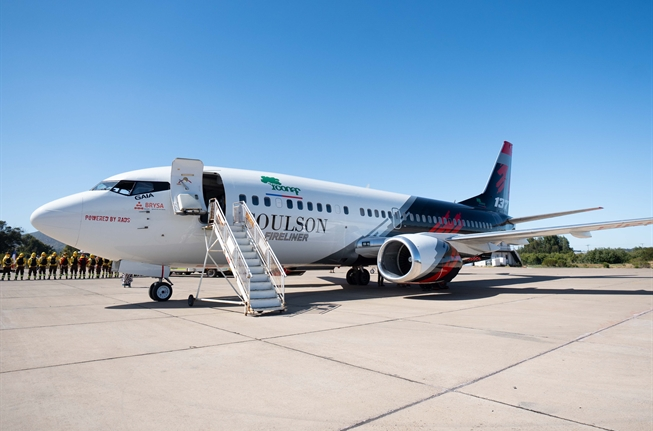
Boeing 737-300 Fireliner (N137GC) bombardero de Coulson Aviation trabajando para la Corporación Nacional Forestal (CONAF) de Chile.

Esta filial tiene sus bases de operaciones en el aeródromo de Viña del Mar, Valparaíso, Chile, donde ha brindado apoyo en temporadas de incendios forestales no sólo en Chile, sino también en América del Sur. Esta filial trabaja con la Corporación Nacional Forestal (CONAF) de Chile.

## Flota activa
Coulson Aviation actualmente tiene 21 aeronaves (excluidos los jets comerciales) activas al 20 de julio de 2024.

### Aeronaves de ala fija

#### Bombarderos incendiarios

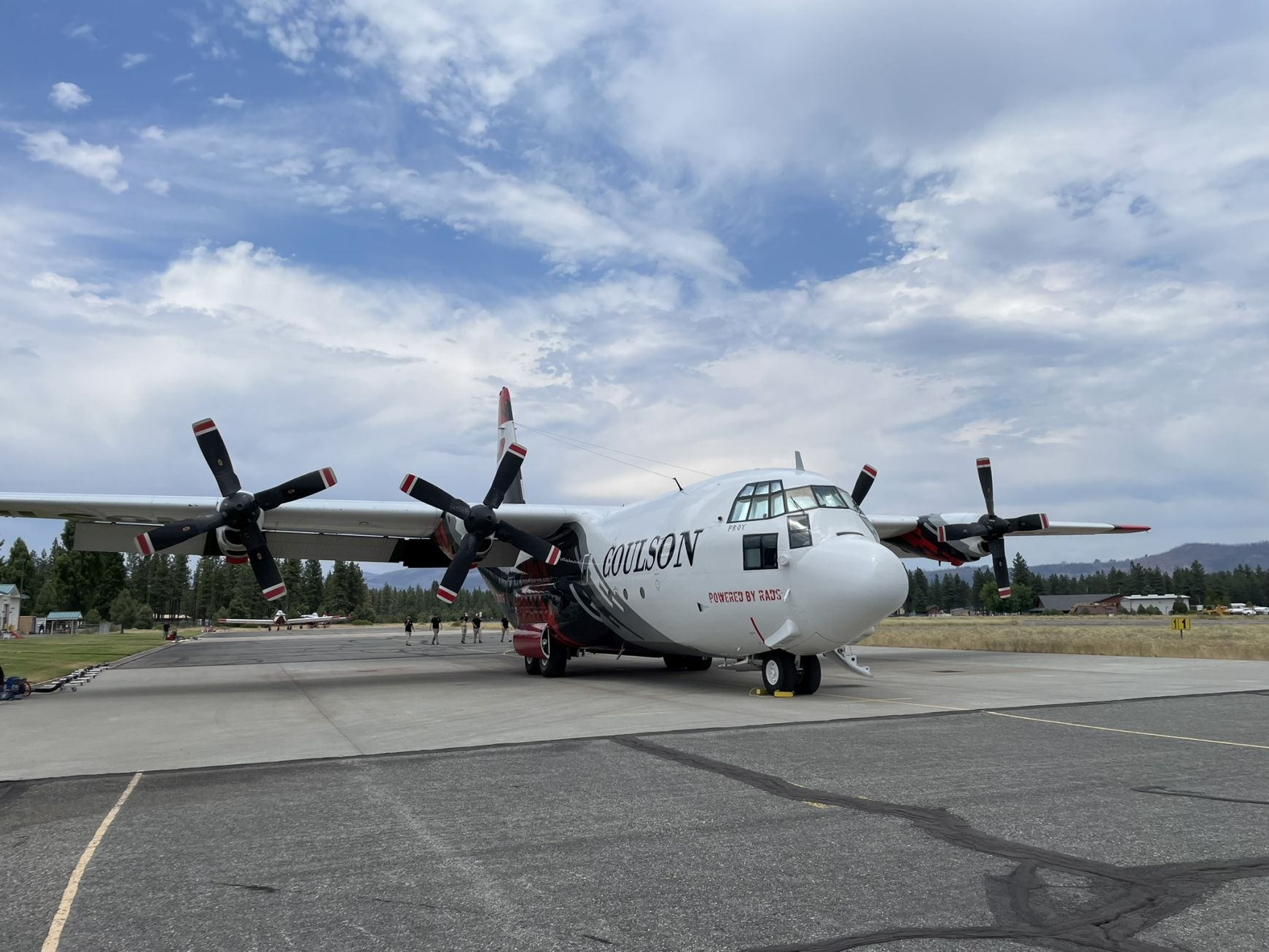
Buque cisterna n.º 133 en Rogers Field, Chester, California

##### Lockheed C-130 Hercules
- Bombardero 130 (C130H)
- Bombardero 131 (EC130Q) (N131CG)
- Bombardero 132 (C130H) (N132CG)
- Bombardero 133 (C130H) (N140CG)
- Bombardero 136 (C130H) (N136CG)
- Bombardero 138 (C130H) (N382CG)

##### Boeing 737
- Bombardero 137 (737-3H4) (N137CG)
- Bombardero 210 (737-3H4) (N138CG) - también conocido como “Marie Bashir”. [5] Esta aeronave fue adquirida en 2019 por el Servicio Rural de Bomberos de Nueva Gales del Sur de Australia y es operada bajo contrato por Coulson.

#### Aeronaves de mando y control

##### Cessna Citation
- N1200N (Cessna 550 Citation II)
- N554CG (Cessna 550 Citation II)
- N550CG (Cessna 550 Citation II)
- N552CG (Cessna 550 Citation II)

Coulson también opera otros dos citations en Australia en nombre del Servicio Rural de Bomberos de Nueva Gales del Sur: 
- Fire Scan 200 (VH-VJT) (Cessna 560 Citation V)
- Fire Scan 201 (VH-VJO) (Cessna 560 Citation V)

### Aeronaves de ala giratoria
Coulson Aviation tiene actualmente 17 aeronaves de ala giratoria en servicio (hasta el 20 de julio de 2024).

#### CH-47 Chinook
- HeliTanker 47 (N47CU) (CH-47D Chinook)
- HeliTanker 55 (N43CU) (CH-47D Chinook)

- HeliTak 211 (N49CU) (CH-47D Chinook)

- N49CU (CH-47D Chinook)

- N40CU (CH-47D Chinook)

#### Sikorsky S-76
- N509HH (Sikorsky S-76B)

#### Sikorsky UH-60 Blackhawk
- HeliTanker 60 (N60CU) (Sikorsky UH-60A Blackhawk)
- N745AW (Sikorsky UH-60A Blackhawk)

#### Sikorsky S-61
- N745AW (Sikorsky S-61N Mk. II)
- N476AW (Sikorsky S-61N Mk. II)
- N471WR (Sikorsky S-61N Mk. II)
- HeliTanker 47 (N161CG) (Sikorsky S-61N)
- HeliTanker 61 (N261CG) (Sikorsky S-61N)
- HeliTanker 348 (C-FXEC) (Sikorsky S-61N Mk.II)

#### Bell 412
Coulson también opera dos helicópteros en Australia en nombre del Servicio Rural de Bomberos de Nueva Gales del Sur: 
- HeliTak 203 (VH-VJD) (Bell 412EP)
- HeliTak 204 (VH-VJF) (Bell 412EP)

## Flota anterior
Coulson Aviation operó anteriormente dos hidroaviones Martin 170 Mars, el Philippine Mars y el Hawaii Mars.

## Despliegues anteriores
El 5 de diciembre de 2022, Coulson Aviation envió uno de sus C130H al Aeropuerto Regional de Busselton como parte de un contrato de extinción de incendios de 4 años. El avión realizó pruebas semanales de equipamiento. 

## Accidentes

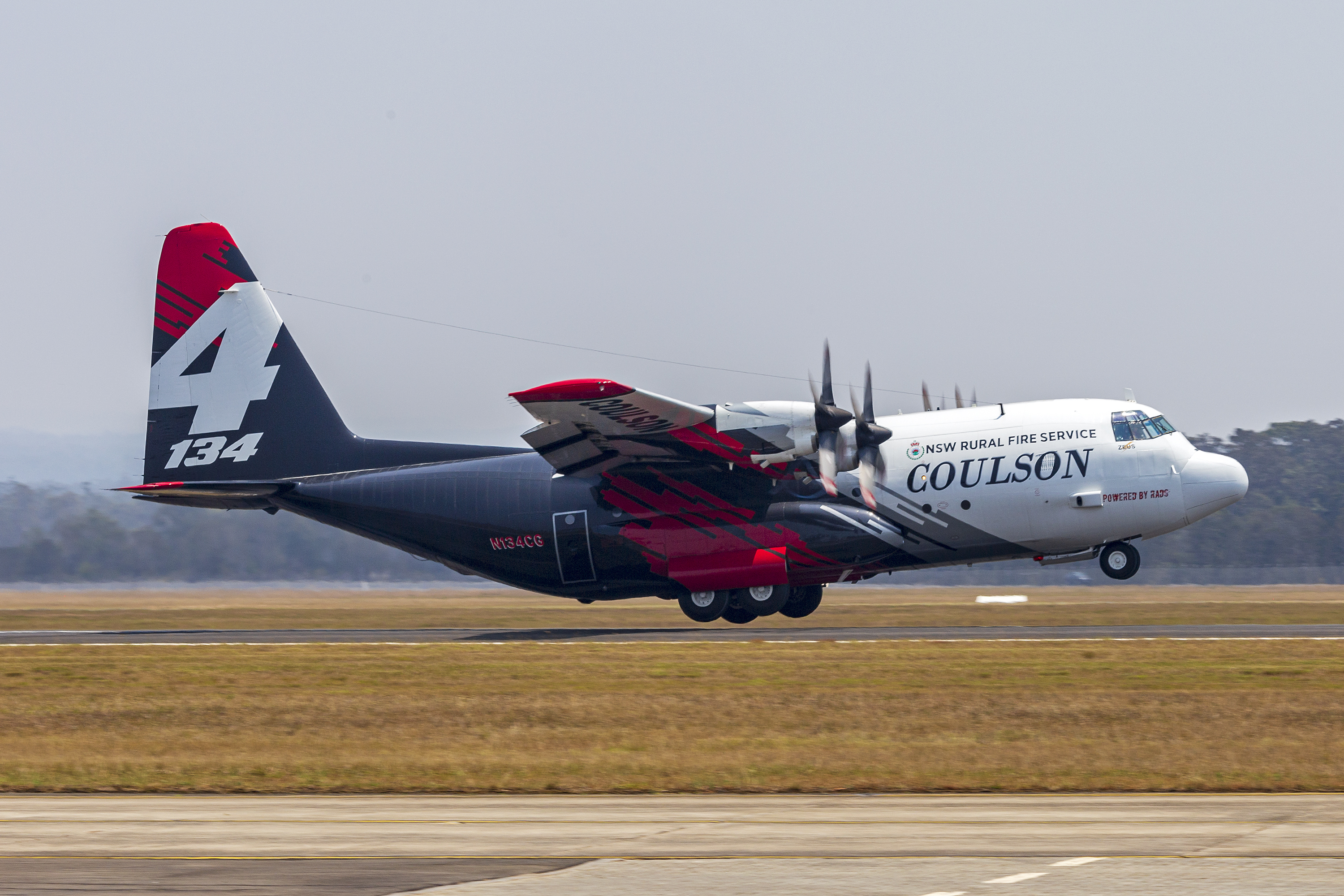
N134CG, la aeronave involucrada en el accidente, fotografiada en 2019.

- El 23 de enero de 2020, un Lockheed C-130 Hercules llamado Bombardero 134 y operado por Coulson Aviation se estrelló mientras realizaba tareas de extinción de incendios en el aire para el Servicio Rural de Bomberos de Nueva Gales del Sur durante los incendios forestales del verano negro de Australia, lo que provocó la muerte de tres bomberos estadounidenses. [8]La Oficina de Seguridad del Transporte de Australia (ATSB) determinó que la causa de la colisión probablemente se debió a las condiciones climáticas peligrosas, la cizalladura del viento de bajo nivel y un mayor viento de cola, lo que provocó que la aeronave se detuviera mientras liberaba espuma retardante de fuego a baja altura y velocidad y colisionara contra el terreno.

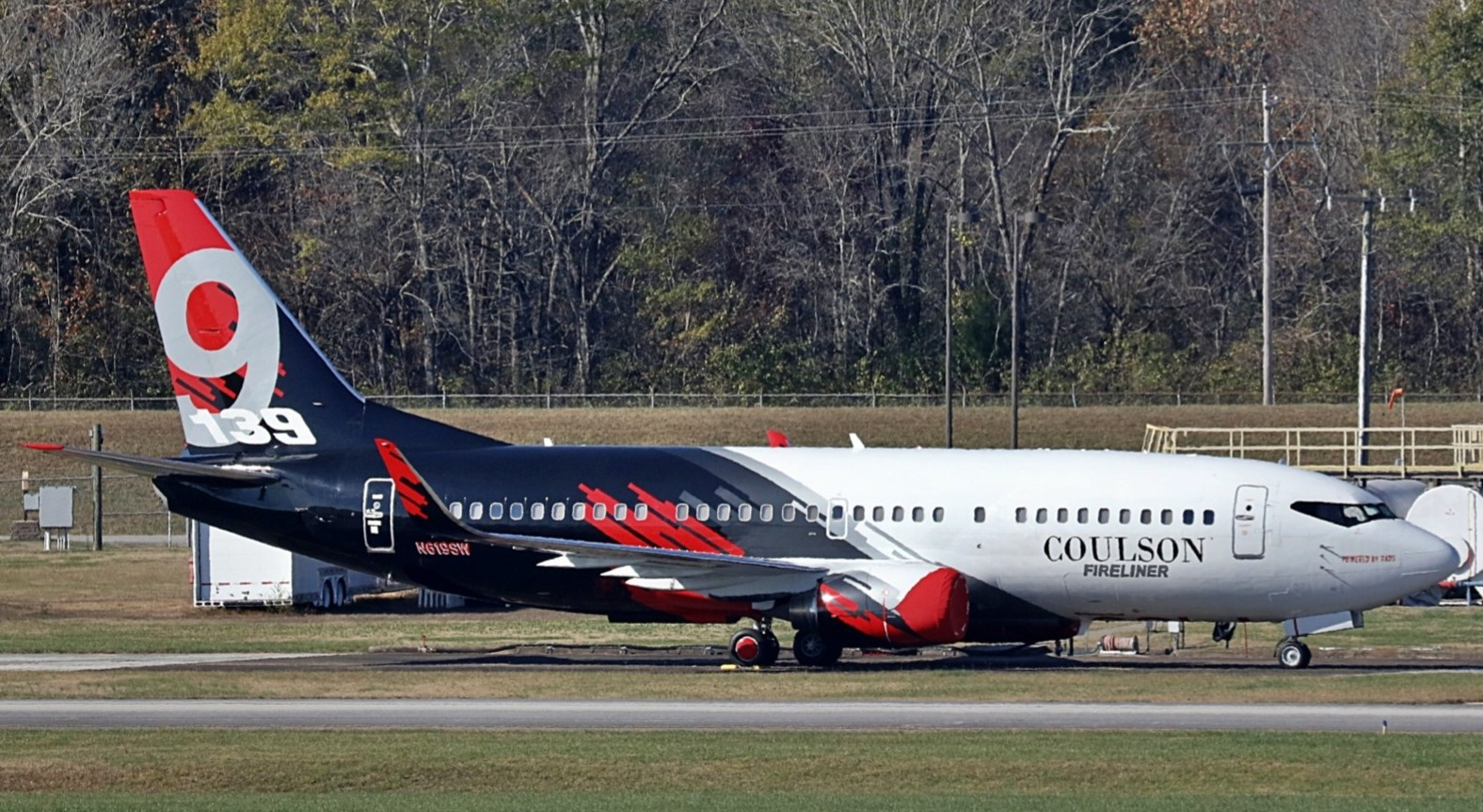
N619SW, la aeronave implicada en el accidente, fotografiada en 2022.

- El 6 de febrero de 2023, un Boeing 737-300 llamado Bombardero 139 y operado por Coulson Aviation se estrelló en el Parque Nacional del Río Fitzgerald en la Gran Región Sur de Australia Occidental mientras luchaba contra múltiples incendios. La aeronave quedó destruida y resultó en la primera pérdida de casco de un Boeing 737 en Australia. [9]La causa del accidente fue que los pilotos arrojaron retardante de fuego por debajo de la altitud mínima. El informe final fue publicado por la ATSB el 6 de noviembre de 2024.